# ドミニク・カミングス
ドミニク・マッケンジー・カミングス（Dominic Mckenzie Cummings 1971年11月25日 - ）は、イギリスの政治アドバイザー、政治評論家。イギリス保守党の政治家の選挙参謀や顧問などを務めた。

## 経歴
1971年にイングランド北東部のダラムで生まれる。父親は石油プラットフォームの掘削技師、母親は教師。オックスフォード大学のエクセター・カレッジで現代史を学び、最優等の成績で卒業後、ロシアに渡り航空会社の設立プロジェクトなどに関わって後に帰国。イアン・スミスの戦術顧問を8カ月務めた後は父親の農場に引きこもっていたが、2007年にマイケル・ゴーヴ議員の特別顧問に就任して再び政界に関わるようになった。2010年、ゴーヴが教育相となるとカミングスの発言力も増し、上級公務員や教員労組が改革を妨げていると考えて激しく攻撃を加えた。結果的に教育省や保守党の政治家からの反感を買い、2011年にはフリースクールを創設するとして特別顧問を退任している。
2013年以降は、強硬なイギリスの欧州連合離脱派として名が知られるようになった。
2019年7月24日、ボリス・ジョンソン首相は、EU離脱に向けてカミングスを自身の上級顧問に任命。政権内の人事にも介入するなど強権を振るったが、風当たりも強く次第に影響力を失った。2020年11月、ジョンソン首相の上級顧問を年内をもって辞任することが発表された。